# Lutjanus alexandrei
Lutjanus alexandrei is een straalvinnige vissensoort uit de familie van snappers (Lutjanidae). De wetenschappelijke naam van de soort is voor het eerst geldig gepubliceerd in 2007 door Moura & Lindeman.